# Corentin Debailleul
Corentin Debailleul (24 november 1989) is een Belgische voormalige atleet, die gespecialiseerd was in het hink-stap-springen. Hij veroverde zeven Belgische titels.

## Biografie
In 2007 veroverde Debailleul zijn eerste Belgische indoortitel in het hink-stap-springen. Tussen 2007 en 2009 werd hij zowel indoor als outdoor Belgisch kampioen en had hij op zijn twintigste verjaardag al zes titels achter zijn naam. In 2010 volgde een vierde outdoortitel. Eind dat jaar kreeg hij te horen dat zijn profcontract wegens onvoldoende prestaties niet verlengd werd.
Debailleul was aangesloten bij Racing Club Brussel.

## Belgische kampioenschappen
| Onderdeel                 | Jaar                   |
| ------------------------- | ---------------------- |
| hink-stap-springen        | 2007, 2008, 2009, 2010 |
| hink-stap-springen indoor | 2007, 2008, 2009       |

## Persoonlijke records
Outdoor
| Onderdeel          | Prestatie | Wind     | Datum      | Plaats |
| ------------------ | --------- | -------- | ---------- | ------ |
| hink-stap-springen | 15,66 m   | +0,4 m/s | 9 mei 2009 | Nijvel |

Indoor
| Onderdeel          | Prestatie | Datum        | Plaats |
| ------------------ | --------- | ------------ | ------ |
| hink-stap-springen | 15,48 m   | 6 maart 2010 | Dour   |

## Palmares
hink-stap-springen
- 2006:  BK indoor AC – 14,25 m
- 2007:  BK indoor AC – 14,94 m
- 2007:  BK AC – 15,29 m
- 2008:  BK indoor AC – 15,21 m
- 2008:  BK AC – 15,25 m
- 2009:  BK indoor AC – 15,03 m
- 2009:  BK AC – 15,39 m
- 2010:  BK indoor AC – 15,47 m
- 2010:  BK AC – 15,29 m